# Library and Archives Canada
Library and Archives Canada (französisch Bibliothèque et Archives Canada; deutsch Bibliothek und Archiv Kanada) ist die Nationalbibliothek Kanadas. Das Gründungsjahr war 1953. 2003 kam es zur Fusion von der Nationalbibliothek von Kanada und dem Nationalarchiv von Kanada. Es handelt sich um eine der größten Bibliotheken der Welt.
Ihre Hauptaufgabe ist es, die kanadische Geschichte in Form von Texten und Bildern zu sammeln und aufzubewahren. Diese werden von Regierungsabteilungen, nationalen Gruppen oder Organisationen und Privatpersonen gestellt.
Das Hauptgebäude wurde am 20. Juni 1967 von Premierminister Lester B. Pearson eröffnet. Seit der Fusion 2002 arbeiten dort über 1100 Angestellte.
Das Dienstgebäude befindet sich in Ottawa, in der Nähe von anderen bedeutenden kanadischen Gebäuden, wie dem Parlamentshügel oder dem Supreme Court of Canada.
Vor dem Haupteingang ist die Skulptur The Secret Bench of Knowledge von Lea Vivot aufgestellt.

## Gesamt-Kanadischer OPAC seit 2018

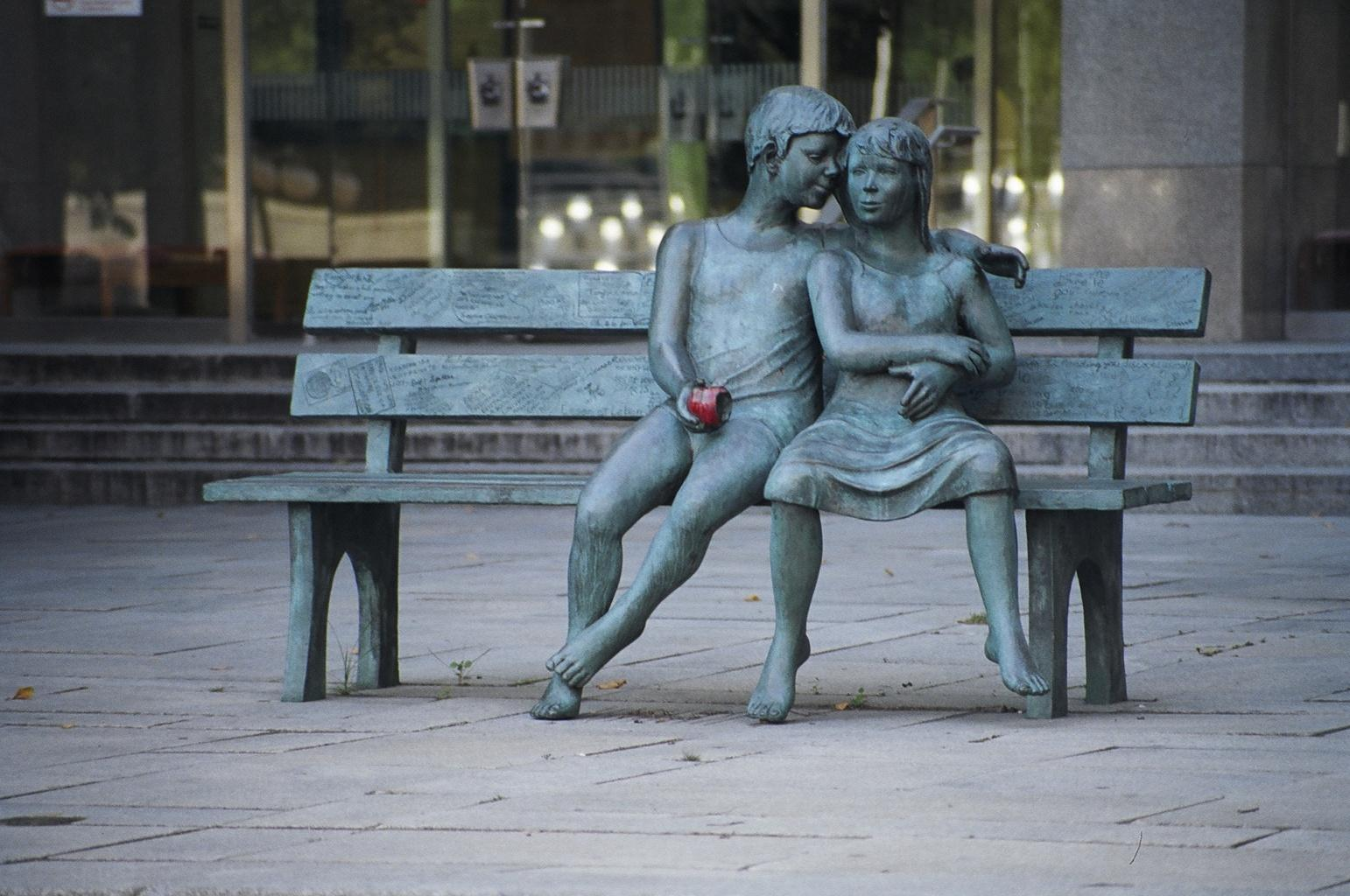
The Secret Bench of Knowledge von Lea Vivot (* 1954) vor der Nationalbibliothek

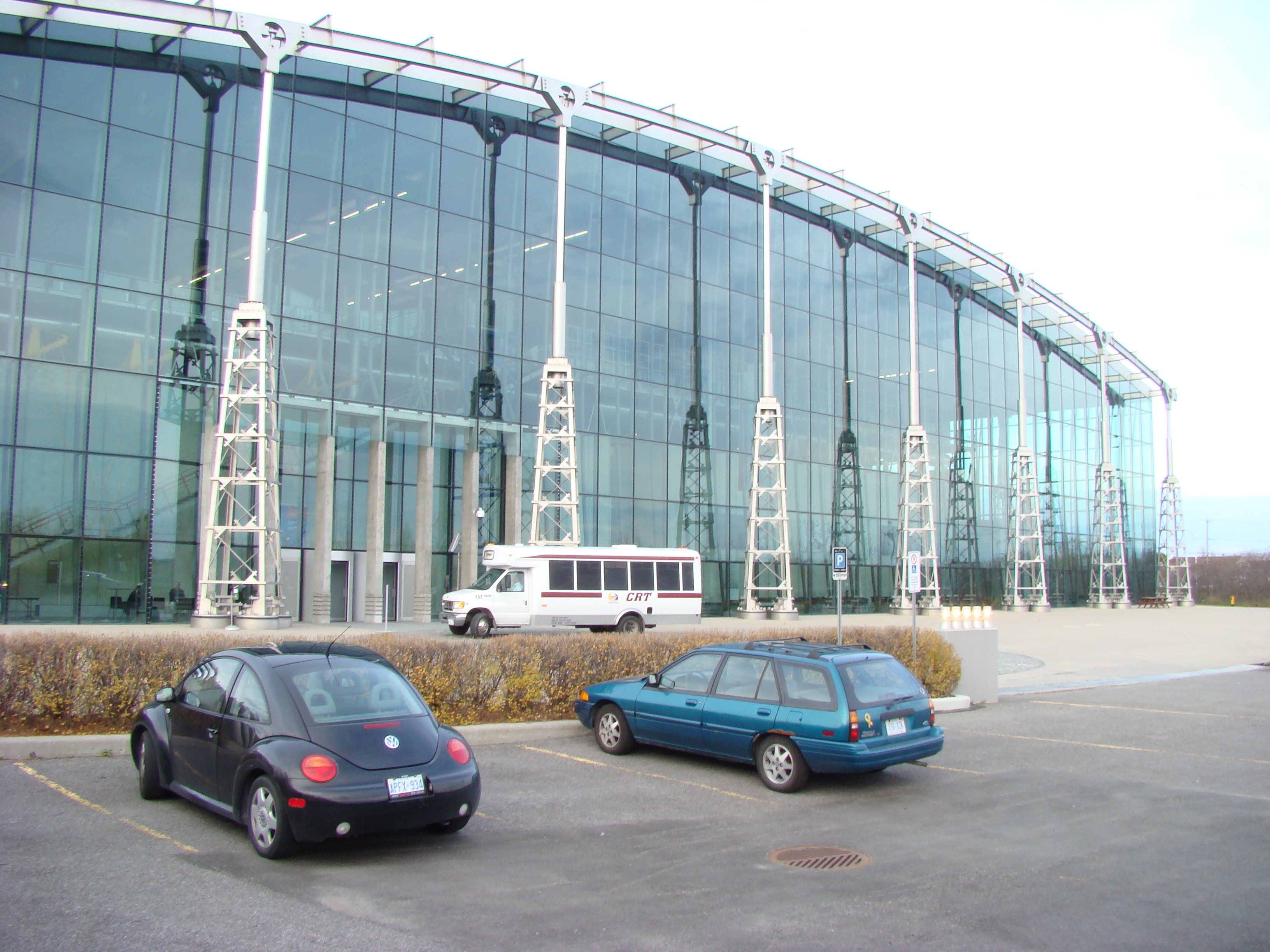
Konservierungszentrum in Gatineau

Seit dem Februar 2018 hat Bibliothèque et Archives Canada einen neuen OPAC geschaffen, auf den weltweit online zugegriffen werden kann. Er heißt National Union Catalogue - Voilà. Catalogue collectif national - Canada's Catalogue und listet sämtliche in Kanadas öffentlichen oder Universitäts-Bibliotheken vorhandenen Werke auf; die Datensätze beruhen auf dem OCLC-System. 
Wahlweise können auch weltweite Bibliotheks-Einträge aufgerufen werden, durch das Setzen eines Häkchens; in diesem Fall ist es nicht erforderlich, dass das Werk sich in Kanada befindet.
Mit diesem OPAC ist die Recherche von Literatur, die in irgendeiner Weise einen Bezug zu Kanada aufweist, deutlich leichter und schneller geworden als bisher; der neue Standard entspricht dem anderer Nationalbibliotheken. In der Sitemap kann ggf. die Sprache ausgewählt werden, in der ein Autor verlegt wurde und von welchem mindestens ein Exemplar in Kanada vorhanden ist. Wünscht ein User die Gebrauchs-Instruktionen wahlweise in Englisch oder in Französisch, so muss er den Zugang über Bibliothèque et Archives Canada wählen, auf deren Website eine der beiden Sprachen gewählt werden kann. Die Angaben zu einem speziellen Buch oder anderem Medium sind in jedem Fall in der Sprache verfasst, in der auch das betreffende Medium verfasst ist. Der Zugang erfolgt über die hier verlinkte spezielle Voilà-Seite, oder über die von Bibliothèque et Archives Canada. Auch Zeitschriften-Aufsätze werden angezeigt, sofern sie in einer Bibliothek in Kanada verschlagwortet worden sind.
Es sind Volltexte verlinkt, wenn eine der angeschlossenen Bibliotheken die Rechte dazu besitzt und diese Rechte weitergeben kann (Opensource), z. B. das französische Érudit-System. Das Gleiche gilt für Bilddokumente; zum Beispiel von Wajdi Mouawad kann ein Video der Société Radio-Canada online betrachtet werden.
Da der US-amerikanische und der kanadische Buchmarkt eng miteinander verbunden sind, nämlich wirtschaftlich auf der Verlagsebene, vorrangig bezogen auf die englische Sprache, bietet Voilà in gewissem Umfang auch die Möglichkeit, US-amerikanische Druckerzeugnisse, Rezensionen in US-Zeitungen oder Personen, welche in beiden Ländern beheimatet sind, zu recherchieren.
Nicht anders als die Deutsche Nationalbibliothek es hält, gerät der kanadische OPAC an seine Grenzen, auch bei einer erweiterten Suche, wenn ein Autorenname oder ein anderes Suchwort allzu populäre Begriffe enthält, z. B. bei der Suche nach Thomas King.